# Jennifer Freyd
Jennifer Joy Freyd (* 16. Oktober 1957 in Providence, Rhode Island) ist eine US-amerikanische Psychologin und Professorin für Psychologie an der University of Oregon und Herausgeberin des Journal of Trauma & Dissociation. Freyds wissenschaftliches Interesse gilt sexuellem Missbrauch und der Gedächtnisforschung. Sie hat das Konzept des betrayal trauma entwickelt.

## Biographie
Im Jahr 1979 erwarb Jennifer J. Freyd den B.A. in Anthropologie an der University of Pennsylvania, 1983 erhielt sie den Doktor in Psychologie von der Stanford University. Von 1983 bis 1987, war sie Assistant Professor an der Cornell University, und seit 1987 ist sie Professorin an der University of Oregon. Freyd empfing 1997 Distinguished Publication Award der Association of Women in Psychology, den Presidential Young Investigator Award von der National Science Foundation und zweimal den Pierre Janet Award von der International Society for the Study of Trauma and Dissociation. Seit 1992 ist sie Fellow der American Association for the Advancement of Science.
Mit dem Akronym DARVO (für „Deny, Attack and Reverse Victim and Offender“, Leugnen, Angreifen, und die Rollen von Opfer und Täter umkehren) beschreibt sie eine mögliche Reaktion von Tätern, die ein Fehlverhalten begangen haben, nachdem sie damit konfrontiert wurden insbesondere bei sexualisierter und häuslicher Gewalt.

## Kontroverse
Jennifer Freyd beschuldigte ihren Vater, den Mathematiker Peter Freyd, des sexuellen Missbrauchs. Dieser bestreitet die Vorwürfe und hat die False Memory Syndrome Foundation gegründet.

## Veröffentlichungen (Auswahl)
- Betrayal Trauma. The Logic of Forgetting Childhood Abuse. Harvard University Press, Cambridge, Massachusetts / London, England 1996, ISBN 0-674-06805-X.